# Uusna
Uusna är en ort i Estland. Den ligger i Viiratsi kommun och landskapet Viljandimaa, i den centrala delen av landet, 130 km söder om huvudstaden Tallinn. Uusna ligger 58 meter över havet och antalet invånare är 368.
Terrängen runt Uusna är platt, och sluttar österut. Runt Uusna är det glesbefolkat, med 17 invånare per kvadratkilometer. Närmaste större samhälle är Viljandi, 8,5 km väster om Uusna. Omgivningarna runt Uusna är en mosaik av jordbruksmark och naturlig växtlighet.